# جاك تورانس
جاك تورانس (بالإنجليزية: Jack Torrance)‏ هو لاعب كرة قدم أمريكية أمريكي، ولد في 20 يونيو 1912 في مسيسيبي في الولايات المتحدة، وتوفي في 10 نوفمبر 1969 في باتون روج في الولايات المتحدة.

## وصلات خارجية
- جاك تورانس على موقع الاتحاد الدولي لألعاب القوى (الإنجليزية)
- جاك تورانس على موقع الاتحاد الأمريكي لسباقات المضمار والميدان (الإنجليزية)
- جاك تورانس على موقع الاتحاد الأمريكي لسباقات المضمار والميدان (الإنجليزية)
- جاك تورانس على موقع بوكس ريك (الإنجليزية) (registration required)
- جاك تورانس على موقع مرجع كرة القدم المحترفة.كوم (الإنجليزية)
- جاك تورانس على موقع اللجنة الأولمبية الدولية (الإنجليزية)
- جاك تورانس على موقع أوليمبيديا (الإنجليزية)
- جاك تورانس على موقع قاعة لويزيانا للمشاهير الرياضية (الإنجليزية)
- جاك تورانس على موقع الموسوعة البريطانية (الإنجليزية)